# Franquiciador
Un franquiciador es una persona física o jurídica que desarrolla un negocio bajo un método determinado, referente a un producto o servicio y que pretende la expansión de dicho negocio con la búsqueda de inversores a los que permite operar bajo el nombre de su marca y con sus métodos operativos y organizativos. El franquiciador debe prestar asistencia inicial y formación a los inversores así como continuar asesorándolos y orientándolos mientras dure dicha franquicia.

## Obligaciones del Franquiciador
El franquiciador como líder de las franquicias debe tener unas obligaciones para asegurar el éxito de su marca.  Entre ellas y la que se podría definir como la principal es poseer una marca, producto o servicio convenientemente introducida en el mercado con éxito probado y que pueda ser fácil de transmitir. También el tener la infraestructura necesaria para proporcionar un servicio adecuado a los franquiciados, tener capacidad financiera y solvencia profesional, saber transmitir la forma de hacer a los franquiciados, evaluar las distintas zonas geográficas. También ha de poseer un mínimo de tres tiendas piloto que sirvan de ejemplo para ver el éxito de la franquicia; también ha de asegurar exclusividad al franquiciado en la zona, así como facilitar la lista completa de franquicias sin problemas. Que su actividad no se base en una demanda temporal sino que tenga un mercado continuo y en expansión. Ha de garantizar a los franquiciados la asistencia continua, seguir mejorando la imagen de su marca, unos contratos que respeten la igualdad de las partes, seleccionar unos franquiciados ideales para sus objetivos así como tener un manual de operaciones que permita garantizar el éxito comercial y económico de dicha transacción.

## Ventajas para el franquiciador
- Manera rápida de desarrollar una actividad empresarial con infraestructura ajena y con poco desembolso económico.
- Menor necesidad de mandos intermedios controladores, ya que el franquiciado es el principal interesado.
- Reducción de los gastos de personal y de control.
- Realización de economías de escala en todos los niveles.
- Reducción del riesgo económico-financiero.
- Apertura de nuevos mercados.
- Creación de una buena imagen de marca.
- Permite obtener nuevas ideas sin coste alguno.

En resumen la creación de una franquicia permite al franquiciador evitar las limitaciones económicas y de recursos humanos.

## Inconvenientes
- Complejidad en la comunicación entre distintos puntos de venta.
- Pueden producirse relaciones tensas con los franquiciados.
- Problemas para influir en el comportamiento de los franquiciados.
- Cesión del know how (saber hacer) al franquiciado, lo que puede dar problemas en caso de que no haya confidencialidad.
- Se puede perder contacto directo con el mercado y la información del mismo.
- Menor beneficio por unidad, aunque mayor beneficio cuantas más unidades vendidas.
- Control local que ha de ejercerse sobre las franquicias.
- Resistencia del franquiciado a seguir las reglas del franquiciador.
- Problemas al realizar cambios estratégicos.
- Riesgo de competencia desleal.